# Apfel-Gespinstmotte

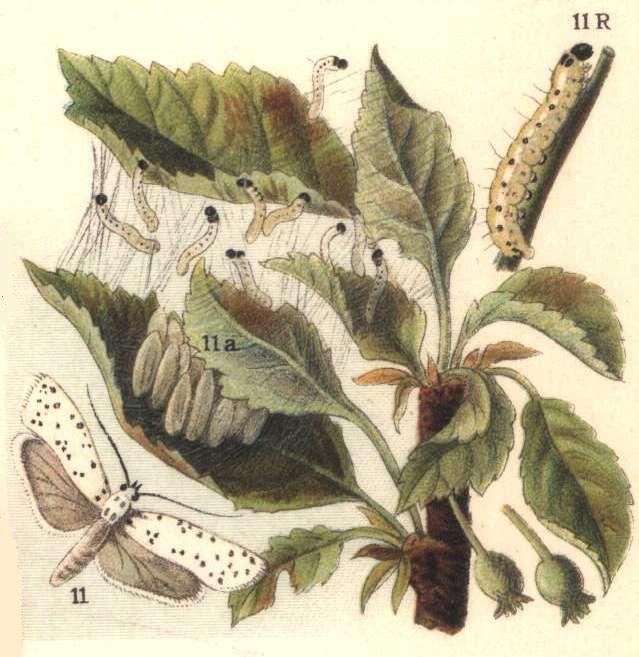
Lebenszyklus der Apfel-Gespinstmotte. Zeichnung aus dem Nordisk familjebok (um 1910)

Die Apfel-Gespinstmotte (Yponomeuta malinellus) ist ein Schmetterling (Nachtfalter) aus der Familie der Gespinst- und Knospenmotten (Yponomeutidae).

## Merkmale
Die Falter erreichen eine Flügelspannweite von 16 bis 23 Millimetern. Kopf und Kopfanhänge sind weiß, der Thorax ist ebenfalls weiß und mit fünf schwarzen Flecken versehen. Die Schuppen am Flügelgelenk des Mesothorax (Tegulae) sind weiß, dort befindet sich ein schwarzer Fleck. Die Vorderflügel sind weiß und mit 12 bis 16 schwarzen Punkten versehen, welche in drei unregelmäßigen Linien angeordnet sind. Die ersten feinen schwarzen Punkte sind an der Flügelspitze (Apex) zu finden. Die Flügelmitte ist gelegentlich leicht grau überzogen. Die schwarzen Flecke sind wie bei der Pflaumen-Gespinstmotte (Ypsolopha padella) angeordnet. Die endständigen Fransenschuppen und die Hinterflügel sind grau. Die Beine sind weißlich, die Vorderbeine sind auf der Oberseite dunkler gefärbt. Das Abdomen ist grau.
Die Eier sind länglich oval, abgeflacht und anfangs gelblich. Später nehmen sie einen bräunlichen Farbton an.
Die Raupen erreichen im ausgewachsenen Zustand eine Länge von 18 bis 25 Millimetern. Kopf, Prothorakal- und Analplatte sind schwärzlich. Der Raupenkörper ist gelblich grau, eine subdorsale Linie aus schwarzen Punkten befindet sich auf jeder Körperseite mit je einem Fleck pro Segment. Die Flecke sind nicht geteilt. Die Bauchbeine sind schwarz. Junge Raupen besitzen eine weißliche Farbe.
Die Puppen besitzen zunächst eine grünlich braune Farbe, später sind sie fahl braun. Kopf, Fühler, Mesothorax, Metathorax, Beine und die Rückenseite der letzten drei Abdominalsegmente sind dunkelbraun. Der Kremaster ähnelt dem der Pflaumen-Gespinstmotte, ist aber etwas schlanker. Zwei Reihen Borsten sind an einer geraden Linie angeordnet, wobei das mittlere Borstenpaar etwas kürzer als die anderen ist.

### Ähnliche Arten
Von der Pflaumen-Gespinstmotte (Yponomeuta padella) unterscheidet sich die Apfel-Gespinstmotte durch die weiße Grundfärbung der Vorderflügel. Ferner können die bei Y. padella gräulichen Fransenschuppen zur Differenzierung herangezogen werden. Die Unterschiede in der Genitalmorphologie sind selten ausreichend für eine zuverlässige Artbestimmung.

## Verbreitung
Die Apfel-Gespinstmotte tritt in Obstgärten in Erscheinung. Auf den Britischen Inseln ist sie im Norden bis in die Central Lowlands anzutreffen, in Irland ist sie selten. Im übrigen Europa ist die Art weit verbreitet, im Osten reicht das Siedlungsgebiet über Kleinasien und Aserbaidschan bis in die Mandschurei und nach Korea und Japan. In den USA ist die Art ebenfalls vertreten.

## Lebensweise

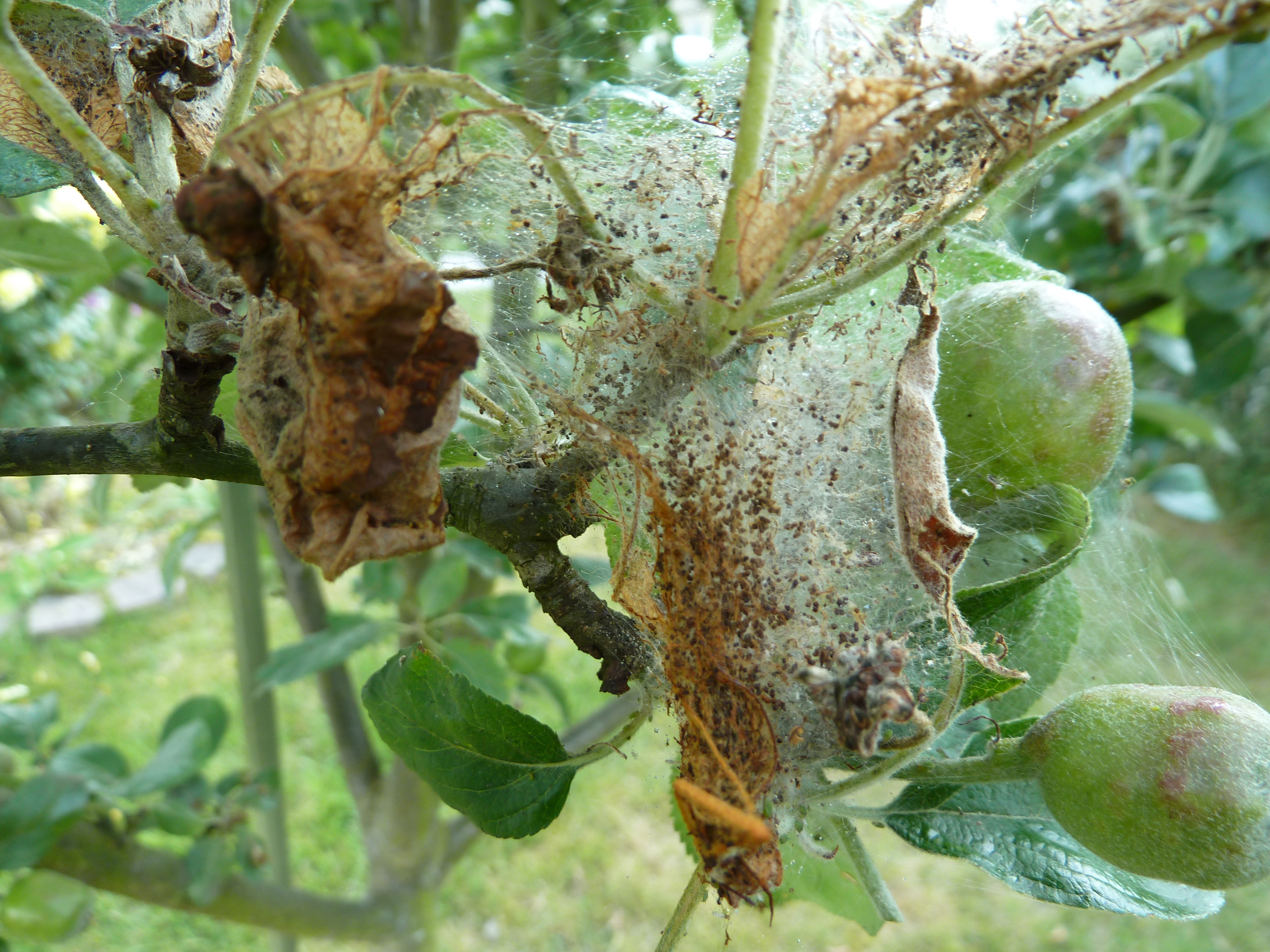
Ansichten eines Gespinstes an einem jungen Apfelbaum

Die Weibchen legen bis zu 150 Eier in Gruppen von 15 bis 60 Stück an zwei bis vierjährigen Trieben in der Krone von Apfelbäumen (Holzapfel (Malus silvestris), Kulturapfel (Malus domestica)) ab. Das Eigelege befindet sich in der Nähe von Knospen, es wird mit einem gelblichen Schleim bedeckt, der aushärtet und eine wasserdichte Schutzschicht darstellt. Diese Schutzschicht ist anfangs rötlich und später bräunlich. Innerhalb von acht bis 15 Tagen schlüpfen die Eiraupen und überwintern unter der Schutzschicht. Im Frühjahr kriechen sie unter der Schutzschicht hervor; sobald die mittlere Tagestemperatur bei etwa 12 °C liegt, dringen sie in die Knospen ein und minieren anschließend in rotbraunen Blattminen im oberen Teilen des Blattes. Nach der ersten Häutung, die nach zehn bis zwölf Tagen stattfindet, geben die Larven die Blattminen auf und leben auf den Blättern. Dies geschieht während der Apfelblüte. Es werden Gespinstnester errichtet, die aus zwei miteinander verbundenen Blättern bestehen. Die Larven benagen die Blattspreite, wobei die Nervatur zurückbleibt. Später leben und fressen sie gesellig in einem Gespinst, das 200 bis 300 Raupen enthalten kann. Das Larvalstadium beträgt einschließlich des Überwinterungszeitraums 300 bis 320 Tage, wobei 37 bis 45 Tage auf die eigentliche Larvalentwicklung im Frühjahr entfallen. Die erwachsenen Raupen verpuppen sich, wenn die Apfelbäume die überzähligen Fruchtanlagen abwerfen, in einem dichten weißen Seidenkokon. Die Kokons hängen dabei eng aneinander im Raupengespinst. Die Puppenruhe dauert acht bis 15, manchmal auch bis zu 20 Tage.
Die Falter haben eine Lebenserwartung von 20 bis 30 Tagen. Tagsüber sind sie inaktiv und sitzen an schattigen Stellen auf der Blattunterseite. Die Flugphase beginnt unmittelbar vor der Dämmerung und endet, sobald es dunkel ist. Die Falter fliegen künstliche Lichtquellen an. Zwei Wochen nach dem Schlupf paaren sich die Falter, nach weiteren fünf bis sechs Tagen beginnen die Weibchen mit der Eiablage.

### Flug und Raupenzeiten
Die Apfel-Gespinstmotte bildet eine Generation im Jahr, die von Juni bis Juli (auf den Britischen Inseln von Juli bis August) fliegt. Die Larven können von Mai bis Juni angetroffen werden.

### Schadwirkung

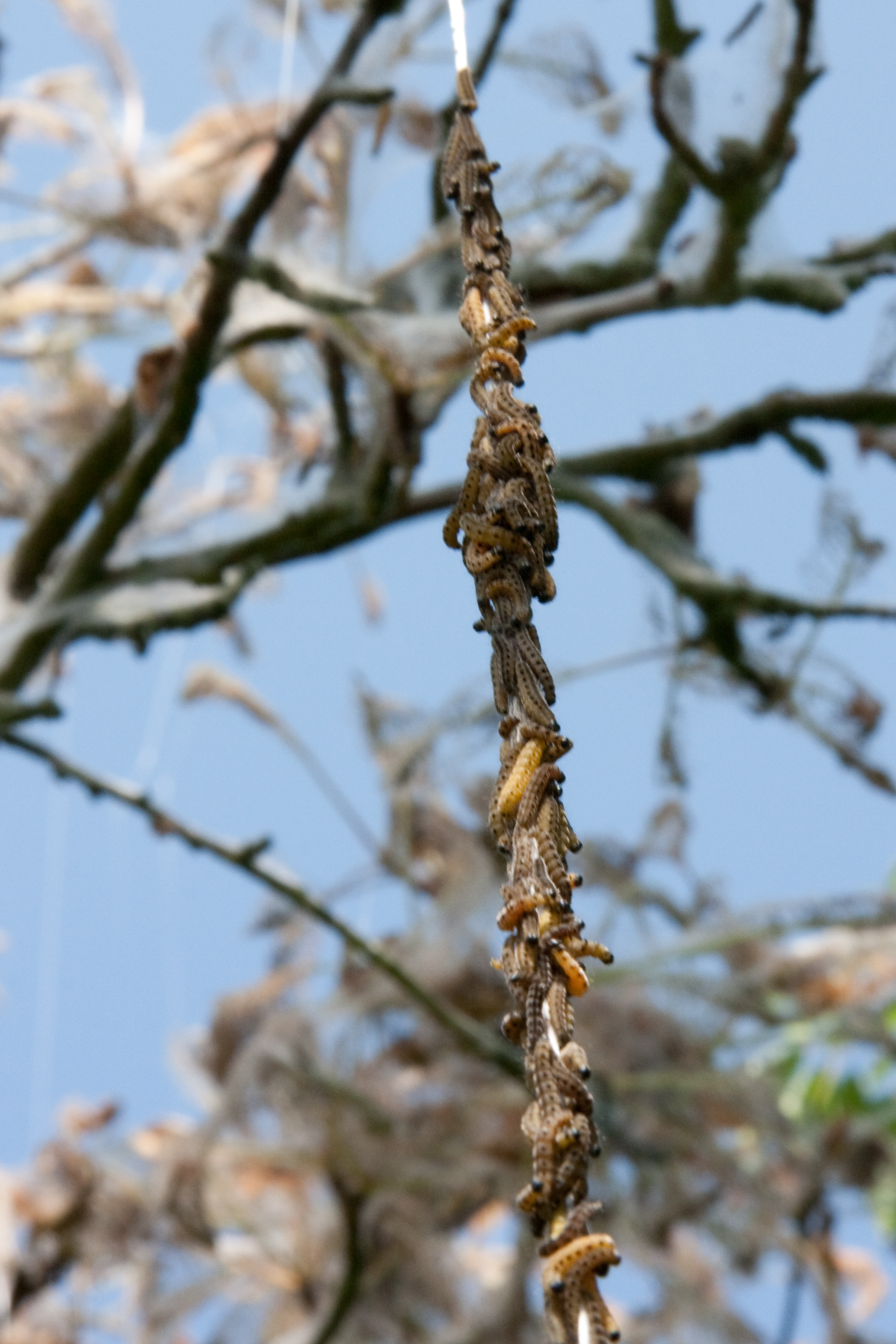
Ein von Raupen der Apfel-Gespinstmotte befallener Apfelbaum.

Die Apfel-Gespinstmotte ist ein ernst zu nehmender Schädling im Gartenbau, vor allem wenn natürliche Feinde fehlen. Bei einer Massenvermehrung verliert ein Baum alle Blätter, Fruchtanlagen werden abgeworfen und bereits ausgebildete Früchte erreichen nur eine geringe Größe. Die Widerstandsfähigkeit gegenüber Umwelteinflüssen ist reduziert. Zur Bekämpfung werden Insektizide eingesetzt, die allerdings auch Bestände harmloser Schmetterlingsarten gefährden. Dies gilt sogar für Spritzmittel auf Basis von Bacillus thuringiensis, die ausschließlich für Schmetterlingsraupen tödlich sind. Eine zunehmende Bedeutung kommt der biologischen Bekämpfung zu, hierbei werden natürliche Feinde (siehe Abschnitt Parasiten) wie Ageniaspis fuscicollis (Hymenoptera: Encyrtidae) eingesetzt.

### Parasitoide
An den Larven der Apfel-Gespinstmotte parasitieren verschiedene Hautflüglerarten. Im Einzelnen sind dies Vertreter aus den Familien der Schlupfwespen (Ichneumonidae), Erzwespen (Chalcidoidea: Eulophidae, Pteromalidae), Encyrtidae, Raupenfliegen (Tachinidae), und Fleischfliegen (Sarcophagidae). Eine Übersicht der Arten findet man bei Gençer 2003 und in der von ihr zitierten Literatur.

## Taxonomie

### Synonyme
Die Apfel-Gespinstmotte ist in der Literatur unter folgenden Synonymen bekannt:
- Hyponomeuta malinellus Zeller, 1838

Als Terra typica der Apfel-Gespinstmotte wird in der Erstbeschreibung durch Philipp Christoph Zeller 1838 Głogów in Polen (früher Glogau bzw. Groß-Glogau) angegeben.